# Henrik Hansen
Henrik Hansen (Frederiksværk, 26 maggio 1920 – 23 agosto 2010) è stato un lottatore danese, specializzato nella lotta greco-romana.

## Palmarès

### Olimpiadi
- 1 medaglia:
  - 1 bronzo (Londra 1948 nei pesi welter)